# Виникляй
Виникля́й — обезлюдевший посёлок в Сосновском районе Тамбовской области России. Входит в состав Перкинского сельсовета.

## География
Виникляй расположен в пределах Окско-Донской равнины, в юго-восточной части  района, в лесном массиве вблизи речушки Виникляй.
Климат
Находится, как и весь район, в умеренном климатическом поясе, и входит в состав континентальной климатической области Восточно-Европейской равнины. В среднем, в год выпадает от 350 до 450 мм осадков. 

## История
Виникля́евский кордон (позднее — посёлок Виникля́й) основан до 1917 года. Впервые упомянут в 1939 году. Своё название получил от протекающего рядом одноимённого ручья.

## Население
| 2010 |
| ---- |
| 0    |

## Инфраструктура
Была развита лесная промышленность. Жители работали в Перкинском лесхозе лесокультурницами, лесорубами, на производственном участке Моршанского химлесхоза.

## Транспорт
Просёлочные дороги. 